# Z.E.R.O
Albums de Kaaris
43e BIMA
(2007) Or Noir
(2013)
Z.E.R.O est un street-CD, c'est-à-dire un mélange de mixtape et d'album, du rappeur Kaaris. Publié en mai 2012 et produit par Therapy 2093, dix-huit mois avant Or Noir, il s'agit d'un projet où se trouvent déjà de nombreux éléments de ce qui caractérise Kaaris dans sa musique postérieure. L'œuvre a une postérité relativement importante dans le rap francophone en figurant comme tête de file de l'arrivée du genre musical de la trap en France.

## Analyse

### Portée musicale
L'œuvre, qui est la première tentative de Kaaris de s'approcher de la trap, innove sur beaucoup d'aspects. La production de Therapy 2093 est notamment remarquée par son avant-gardisme. L'album est très crû et destiné à choquer, Kaaris y déclare par exemple : « Dépêchez vous d’me sucer, j’ai le gland desséché ». Pourtant, il y cite Marc Aurèle et y déploie aussi un lyrisme plus calme, comme dans « l’Afrique, c’est un milliard de Jésus sur des croix ». Le morceau Lourd Lourd aurait « l’une des entrées les plus spectaculaires qu’ait connu un morceau de rap français, et qui cristallise les deux facettes de la plume de Kaaris : les punchlines très brutales d’un côté, les écrits plus sophistiqués de l’autre ».

## Liste des pistes
| No  | Titre                           | Compositeur(s) | Durée |
| --- | ------------------------------- | -------------- | ----- |
| 1.  | Intro : Ram Muay                |                | 1:27  |
| 2.  | Houdini                         |                | 3:56  |
| 3.  | L'hôte funeste                  |                | 3:26  |
| 4.  | Bon qu'à ça                     |                | 3:42  |
| 5.  | L'œil du mur                    |                | 4:34  |
| 6.  | Lourd lourd                     |                | 4:12  |
| 7.  | Criminelle League (feat. Booba) |                | 5:02  |
| 8.  | Le légiste                      |                | 5:22  |
| 9.  | Cayman                          |                | 4:13  |
| 10. | Hémophyle                       |                | 3:01  |
| 11. | Un caillou sur la langue        |                | 3:56  |
| 12. | Super Nova                      |                | 3:05  |

## Postérité
En 2018, Vice le décrit comme un « prequel indispensable » à l'écoute d'Or Noir. L'album est décrit comme un « monument » du rap francophone par Mouv'.